# 哈爾辛

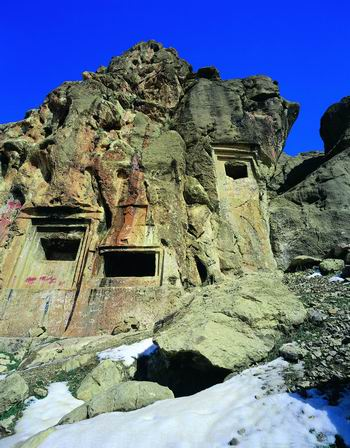

哈爾辛是伊朗的城市，位於該國西部札格羅斯山脈西部，由克爾曼沙汗省負責管轄，距離首府克爾曼沙赫45公里，海拔高度1,549米，2006年人口51,562。

## 外部連結
- Iran Travel Guide: HarsinArchive.today的存檔，存档日期2013-02-18